# Monestir de Santa Maria de la Daurada
El monestir de Santa Maria de la Daurada fou un establiment religiós fundat a la ciutat de Tolosa de Llenguadoc al segle vi.
Apareix en una carta o diploma del rei Carles II el Calb datada l'abril del 844. El monestir va ser després de l'orde de Cluny sota dependència de l'abadia de Moissac com a priorat conventual, i encara existeix amb el nom de Nostra Senyora de la Daurada.